# Institut für Nuklearwissenschaften „Vinča“
Das Institut für Nuklearwissenschaften „Vinča“ (serbisch: Institut za Nuklearne Nauke „Vinča“, serbisch-kyrillisch Институт за нуклеарне науке „Винча“) ist das größte naturwissenschaftliche Forschungsinstitut Serbiens. Es liegt in dem Dorf Vinča (Gemeinde Grocka), ca. 14 km südöstlich von Belgrad. Es wurde 1948 als Institut für Physik gegründet, 1950 in Institut für die Struktur der Materie umbenannt und trug in den Jahren 1953–1992 den Namen Institut für Nuklearwissenschaften „Boris Kidrič“ (benannt nach dem Politiker Boris Kidrič).
Zum Institut gehören unter anderem zwei Forschungsreaktoren, zahlreiche Labore, eine Bibliothek und eine eigene Infrastruktur (Bank, Läden etc.) für die Mitarbeiter. Das Institut beschäftigt 408 Wissenschaftler und ca. 350 weitere Mitarbeiter (Stand: März 2007).
Bekannte ehemalige Mitarbeiter des Instituts sind unter anderem Pavle Savić, Slobodan Ribnikar, Jordan Pop-Jordanov, Đorđe Jović und Ratko Janev.

## Daten der Reaktoren
Im Institut wurden bzw. werden folgende Reaktoren betrieben:
| Reaktor | Reaktortyp  | thermische Leistung | Baubeginn  | Betriebsaufnahme | Stilllegung |
| ------- | ----------- | ------------------- | ---------- | ---------------- | ----------- |
| RA      | HEAVY WATER | 6.500 kWt           | 01.04.1956 | 28.12.1959       | 01.08.1984  |
| RB      | HEAVY WATER | 0 kWt               | 01.01.1957 | 29.04.1958       | -           |